# چاکنای
چاکنای (به انگلیسی: glottis) دهانه یا مدخل نای است که پرده‌های صوتی در آن قرار دارند. به تعریفِ زبان‌شناختی، چاکنایْ فاصلهٔ میانِ پرده‌هایِ صوتی است.
چاکنای مجموعهٔ پرده‌های صوتی و فضای بین پرده‌هاست. چاکنای نقش مهمی در تولید اصوات دارد. همخوانی که با انسداد یا سایش در چاکنای تولید شود را همخوان چاکنایی می‌گویند.

## نگارخانه

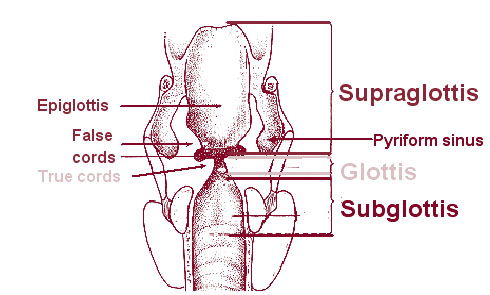
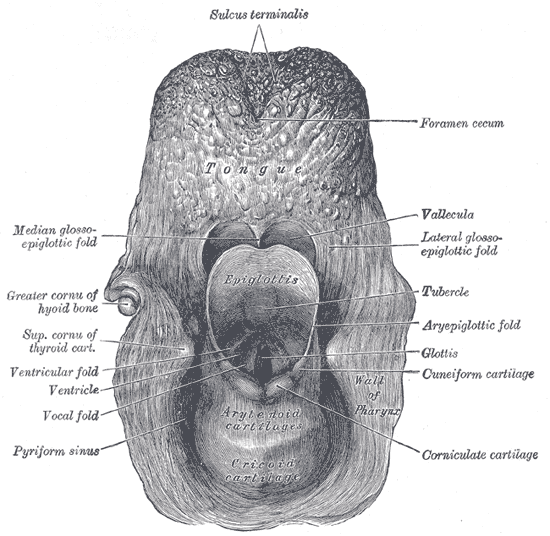
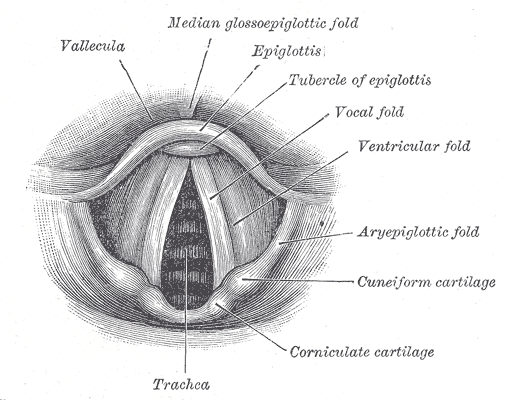
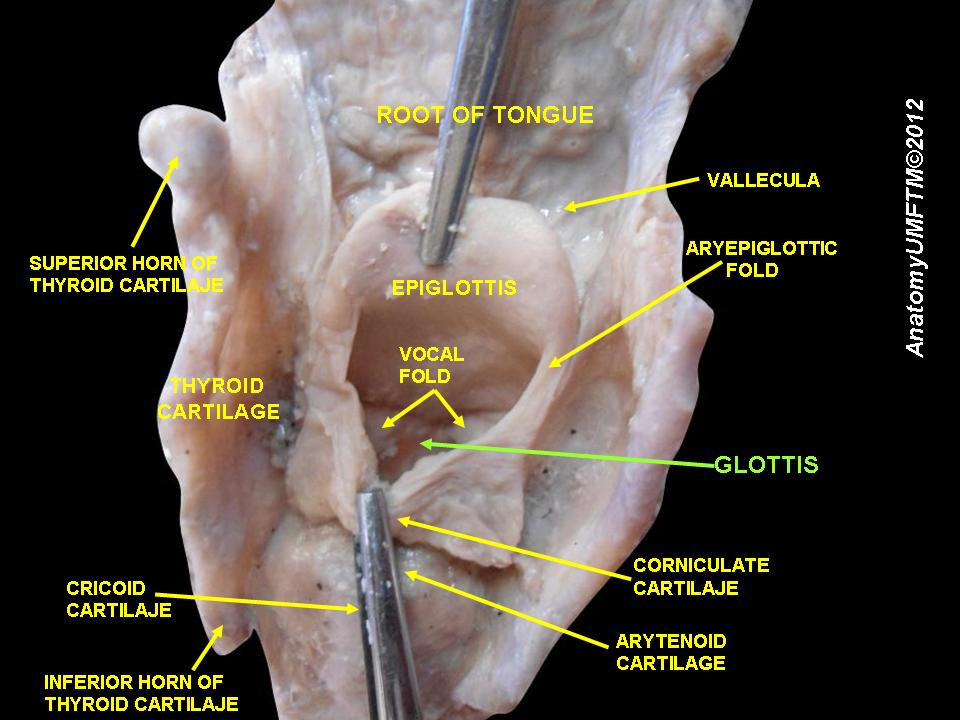